# VTB United League
VTB United League (ros. Единая Лига ВТБ) – profesjonalna, międzynarodowa liga koszykarska, założona w 2008 roku. Głównym celem jej powołania było zgrupowanie w jednych rozgrywkach najlepszych drużyn Europy Wschodniej. Sponsorem ligi jest rosyjski bank VTB. W jej inauguracyjnym sezonie 2009/2010 w rozgrywkach brało udział 8 zespołów z 5 państw postkomunistycznych – z Litwy, Łotwy, Estonii, Rosji i Ukrainy. W sezonie 2010/2011 w rozgrywkach brało udział 12 drużyn z 8 państw. Obecnie występuje w niej 10 drużyn i posiada ona zarówno status ligi międzynarodowej, jak i narodowej (najwyższa klasa rozgrywkowa w Rosji). Występują w niej drużyny z Rosji, Kazachstanu i Białorusi.

## Fuzja z ligą rosyjską
W maju 2012 roku wszystkie kluby rosyjskiej ligi PBL musiały zadecydować o formacie rozgrywek w kolejnym sezonie. Niektórzy dyrektorzy klubów sugerowali możliwość połączenia ze Zjednoczoną Ligą VTB, aby podnieść poziom rozgrywek między rosyjskimi klubami. Zasugerowali, że nową ligę można nazwać Eastern European Professional Basketball League.
W lipcu 2012 rada ligi VTB podjęła decyzję. Ustalono, iż rosyjska liga PBL będzie kontynuować swoje rozgrywki jeszcze przez jeden sezon, a niektóre jej zespoły będą występować również w VTB. Bezpośrednie starcia między rosyjskimi klubami w ramach rozgrywek VTB były również zaliczane do ogólnego bilansu w lidze PBL. Zespoły ligi PBL dołączyły do VTB przed rozpoczęciem rozgrywek 2013/14 i od tej pory podstawową ligą najwyższej klasy rozgrywkowej w Rosji jest Zjednoczona liga VTB.
VTB została oficjalnie zreorganizowana przez FIBA Europa we wrześniu 2013 roku. Federacja FIBA World uczyniła to oficjalnie w październiku 2014. Reorganizacji musiały dokonać obie sekcje federacji FIBA, ponieważ uczestniczące w jej rozgrywkach kluby pochodzą zarówno ze strefy europejskiej, jak i azjatyckiej.

## Zespoły
QR – runda kwalifikacyjna

GS – rozgrywki sezonu zasadniczego
| Zespół          | 2008 (8) | 2009/10 (8) | 2010/11 (12) | 2011/12 (18) | 2012/13 (20) | 2013/14 (20) | 2014/15 (16) | 2015/16 (16) | 2016/17 (13) | 2017/18 (13) | 2018/19 (14) |
| --------------- | -------- | ----------- | ------------ | ------------ | ------------ | ------------ | ------------ | ------------ | ------------ | ------------ | ------------ |
| Cmoki Mińsk     |          |             | GS           | GS           | GS           | GS           | 15           | GS           | GS           | GS           | GS           |
| Nymburk         |          |             |              | GS           | GS           | GS           | 14           | 1/4          |              |              |              |
| Kalev/Cramo     |          | GS          | GS           | GS           | GS           | GS           | 9            | GS           | GS           | GS           | 1/4          |
| Bisons Loimaa   |          |             |              |              |              |              | 13           | GS           |              |              |              |
| Espoon Honka    |          |             | GS           |              |              |              |              |              |              |              |              |
| Torpan Pojat    |          |             |              | QR           |              |              |              |              |              |              |              |
| Astana          |          |             |              | GS           | 1/8          | 1/8          | 8            | GS           | 1/4          | GS           | 1/4          |
| ASK Rīga        | 7        |             |              |              |              |              |              |              |              |              |              |
| VEF Ryga        |          | GS          | GS           | GS           | 1/4          | GS           | 10           | GS           | 1/4          | 1/4          | GS           |
| Lietuvos Rytas  |          |             | GS           | 3            | GS           | 1/2          |              |              |              |              |              |
| Neptūnas        |          |             |              |              | GS           | GS           |              |              |              |              |              |
| Šiauliai        |          |             |              | QR           |              |              |              |              |              |              |              |
| Žalgiris        | 5        | 3           | 1/8          | 1/8          | 3            |              |              |              |              |              |              |
| Anwil           |          |             |              | QR           |              |              |              |              |              |              |              |
| Prokom          | 8        |             | GS           | GS           |              |              |              |              |              |              |              |
| Turów           |          |             |              |              | GS           | GS           |              |              |              |              |              |
| Stelmet         |          |             |              |              |              |              |              |              |              |              | GS           |
| Awtodor         |          |             |              |              |              |              | 7            | 1/4          | GS           | 1/4          | GS           |
| CSKA            | 1        | 1           | 2            | 1            | 1            | 1            | 1            | 1            | 1            | 1            | 1            |
| Dynamo          | 4        |             |              |              |              |              |              |              |              |              |              |
| Jenisiej        |          |             |              | GS           | GS           | 1/8          | 11           | GS           | 1/4          | GS           | GS           |
| Chimki          | 2        | 4           | 1            | 1/4          | 4            | 1/4          | 2            | 1/2          | 2            | 2            | 2            |
| Krasnyj Oktiabr |          |             |              |              |              | 1/8          | 12           | GS           |              |              |              |
| Krasnyje Krylja |          |             |              | GS           | 1/4          | 1/4          | 16           |              |              |              |              |
| Lokomotiw Kubań |          |             |              | 4            | 2            | 1/4          | 3            | 1/4          | 1/2          | 1/4          | 1/4          |
| Niżny Nowogród  |          |             |              | 1/8          | 1/4          | 2            | 4            | 1/4          | GS           | 1/4          | 1/4          |
| Parma           |          |             |              |              |              |              |              |              | GS           | GS           | GS           |
| Spartak         |          |             |              | 1/4          | 1/8          | 1/8          |              |              |              |              |              |
| Triumf          |          |             |              |              | 1/8          | 1/4          |              |              |              |              |              |
| Uniks           |          | 2           | 3            | 2            | 1/4          | 1/2          | 6            | 2            | 1/4          | 4            | 1/2          |
| Zenit           |          |             |              |              |              |              | 5            | 1/2          | 1/2          | 3            | 1/2          |
| Azowmasz        | 6        | GS          | 4            | GS           | GS           | GS           |              |              |              |              |              |
| Budiwelnyk      |          |             |              | GS           |              |              |              |              |              |              |              |
| BK Dnipro       |          |             | GS           | QR           |              |              |              |              |              |              |              |
| Donieck         |          | GS          |              |              | 1/8          | GS           |              |              |              |              |              |
| Kijów           | 3        |             |              |              |              |              |              |              |              |              |              |

## Drużyny w sezonie 2021/2022
| Zespół              | Miasto         | Hala                     | Poj.  |
| ------------------- | -------------- | ------------------------ | ----- |
| Astana              | Astana         | Arena Velotrack          | 9270  |
| Awtodor             | Saratów        | DS Kristall              | 5500  |
| BC Niżny Nowogród   | Niżny Nowogród | Trade Union Sport Palace | 5500  |
| Cmoki Mińsk         | Mińsk          | Mińsk-Arena              | 15000 |
| CSKA Moskwa         | Moskwa         | USC CSKA                 | 5000  |
| Jenisej Krasnojarsk | Krasnojarsk    | Arena.Sever              | 4000  |
| Lokomotiw Kubań     | Krasnodar      | Basket-Hall              | 7500  |
| Parma               | Perm           | UDS Molot                | 7000  |
| Uniks               | Kazań          | Basket-Hall              | 7000  |
| Zenit               | Petersburg     | Sibur Arena              | 6381  |

## VTB Final Four
| Sezon   | Gospodarz finału i Final Four | Finał         | Finał | Finał           | 3. i 4. miejsce  | 3. i 4. miejsce | 3. i 4. miejsce |
| Sezon   | Gospodarz finału i Final Four | Złoto         | Wynik | Srebro          | Brąz             | Wynik           | 4. miejsce      |
| ------- | ----------------------------- | ------------- | ----- | --------------- | ---------------- | --------------- | --------------- |
| 2008/09 | (USK CSKA, Moskwa)            | CSKA Moskwa   | 70–66 | Chimki Moskwa   | BK Kijów         | 86–73           | Dinamo Moskwa   |
| 2009/10 | (Sports Hall, Kowno)          | CSKA Moskwa   | 66–55 | Uniks Kazań     | Žalgiris         | 78–72           | Chimki Moskwa   |
| 2010/11 | (Basket Hall, Kazań)          | Chimki Moskwa | 66–64 | CSKA Moskwa     | Uniks Kazań      | 95–75           | Azowmasz        |
| 2011/12 | (Siemens Arena, Wilno)        | CSKA Moskwa   | 74–62 | Uniks Kazań     | Lietuvos Rytas   | 91–83           | Lokomotiw Kubań |
| 2012/13 | W domu i na wyjeździe         | CSKA Moskwa   | 3–1   | Lokomotiw Kubań | Žalgiris         | Nie rozegrano   | Chimki Moskwa   |
| 2013/14 | W domu i na wyjeździe         | CSKA Moskwa   | 3–0   | Niżny Nowogród  | Uniks Kazań      | Nie rozegrano   | Lietuvos Rytas  |
| 2014/15 | W domu i na wyjeździe         | CSKA Moskwa   | 3–0   | Chimki Moskwa   | Lokomotiw Kubań  | Nie rozegrano   | Niżny Nowogród  |
| 2015/16 | W domu i na wyjeździe         | CSKA Moskwa   | 3–1   | Uniks Kazań     | Zenit Petersburg | Nie rozegrano   | Chimki Moskwa   |
| 2016/17 | W domu i na wyjeździe         | CSKA Moskwa   | 3–0   | Chimki Moskwa   | Zenit Petersburg | Nie rozegrano   | Lokomotiw Kubań |
| 2017–18 | (VTB Ice Palace, Moskwa)      | CSKA Moskwa   | 95:84 | Chimki Moskwa   | Zenit Petersburg | 93:79           | Uniks Kazań     |
| 2018–19 | W domu i na wyjeździe         | CSKA Moskwa   | 3–0   | Chimki Moskwa   | Uniks Kazań      | Nie rozegrano   | Zenit           |

## Nagrody

### MVP sezonu i play-offs
| Sezon   | MVP Sezonu        | Zespół      | MVP Play-offs       | Zespół |
| ------- | ----------------- | ----------- | ------------------- | ------ |
| 2008/09 | brak danych       | brak danych | Ramūnas Šiškauskas  | CSKA   |
| 2009/10 | Wiktor Chriapa    | CSKA        | J.R. Holden         | CSKA   |
| 2010/11 | Ramel Curry       | Azowmasz    | Witalij Fridzon     | Chimki |
| 2011/12 | Andriej Kirilenko | CSKA        | Andriej Kirilenko   | CSKA   |
| 2012/13 | E.J. Rowland      | VEF         | Wiktor Chriapa      | CSKA   |
| 2013/14 | Andrew Goudelock  | Uniks Kazań | Miloš Teodosić      | CSKA   |
| 2014/15 | Nando De Colo     | CSKA        | Andriej Woroncewicz | CSKA   |
| 2015/16 | Nando De Colo     | CSKA        | Miloš Teodosić      | CSKA   |
| 2016/17 | Aleksiej Szwied   | Chimki      | Nando de Colo       | CSKA   |
| 2017/18 | Nando De Colo     | CSKA        | Sergio Rodríguez    | CSKA   |
| 2018/19 | Aleksiej Szwied   | Chimki      | Nikita Kurbanow     | CSKA   |

### Obrońcy roku
| Sezon   | Zawodnik            | Zespół          | Przyp. |
| ------- | ------------------- | --------------- | ------ |
| 2013/14 | Aleksandr Kaun      | CSKA Moskwa     | [ 16 ] |
| 2014/15 | Andriej Woroncewicz | CSKA Moskwa     |        |
| 2015/16 | Kyle Hines          | CSKA Moskwa     |        |
| 2016/17 | Nikita Kurbanow     | CSKA Moskwa     | [ 17 ] |
| 2017/18 | Dmitrij Kułagin     | Lokomotiw Kubań | [ 18 ] |
| 2018/19 | Maurice Ndour       | Uniks Kazań     | [ 19 ] |

### Rezerwowi roku
| Sezon   | Zawodnik         | Zespół               | Przyp. |
| ------- | ---------------- | -------------------- | ------ |
| 2013/14 | James Augustine  | Chimki Moskwa        | [ 20 ] |
| 2014/15 | Petteri Koponen  | Chimki Moskwa        |        |
| 2015/16 | Quino Colom      | Uniks Kazań          |        |
| 2016/17 | Suleiman Braimoh | Jenisiej Krasnojarsk | [ 21 ] |
| 2017/18 | Jamar Smith      | Uniks Kazań          | [ 18 ] |
| 2018/19 | Dorell Wright    | Lokomotiw Kubań      | [ 22 ] |

### Najlepsi młodzi zawodnicy roku
| Sezon   | Zawodnik             | Zespół          | Przyp. |
| ------- | -------------------- | --------------- | ------ |
| 2012/13 | Siergiej Karasiow    | Triumf Lubiercy | [ 23 ] |
| 2013/14 | Dmitrij Kułagin      | Triumf Lubiercy | [ 24 ] |
| 2013/14 | Edgar Ulanovas       | Neptun Kłajpeda | [ 24 ] |
| 2014/15 | Jānis Timma          | VEF Rīga        |        |
| 2015/16 | Artiom Klimienko     | Awtodor Saratów | [ 25 ] |
| 2016/17 | Iwan Uchow           | Parma Basket    | [ 25 ] |
| 2017/18 | Isaiah Briscoe       | Kalev/Cramo     | [ 18 ] |
| 2018/19 | Nikita Michajłowskij | Awtodor Saratów | [ 26 ] |

### Trenerzy roku
| Sezon   | Zawodnik             | Zespół           | Przyp. |
| ------- | -------------------- | ---------------- | ------ |
| 2013/14 | Rimas Kurtinaitis    | Chimki Moskwa    | [ 27 ] |
| 2014/15 | Dimitrios Itudis     | CSKA Moskwa      |        |
| 2015/16 | Wasilij Karasiow     | Zenit Petersburg |        |
| 2016/17 | Dimitrios Itudis (2) | CSKA Moskwa      |        |
| 2017/18 | Dimitrios Itudis (3) | CSKA Moskwa      | [ 28 ] |
| 2018/19 | Emil Rajkoviḱ        | Astana           | [ 29 ] |

## Liderzy statystyczni sezonu regularnego
Na podstawie, o ile nie zaznaczono inaczej.

### Punkty
| Sezon   | Zawodnik        | Poz.  | Nar.              | Zespół          | Gry | Suma punktów | Średnia |
| ------- | --------------- | ----- | ----------------- | --------------- | --- | ------------ | ------- |
| 2009–10 | Hasan Rizvić    | C     | Słowenia          | Azowmasz        | 6   | 120          | 20      |
| 2010–11 | Jamar Wilson    | PG    | Stany Zjednoczone | Honka           | 10  | 188          | 18,8    |
| 2011–12 | Rawle Marshall  | SF    | Stany Zjednoczone | Astana          | 15  | 252          | 16,8    |
| 2012–13 | E.J. Rowland    | PG    | Stany Zjednoczone | VEF Rīga        | 18  | 308          | 17,11   |
| 2013–14 | Cory Higgins    | PG    | Stany Zjednoczone | Triumf Lubiercy | 16  | 344          | 21,5    |
| 2014–15 | Randy Culpepper | PG    | Stany Zjednoczone | Krasny Oktyabr  | 25  | 526          | 21,04   |
| 2015–16 | Keith Langford  | PG/SG | Stany Zjednoczone | Uniks Kazań     | 28  | 588          | 21      |
| 2016–17 | Nick Minnerath  | PF    | Stany Zjednoczone | Awtodor Saratów | 22  | 512          | 23,3    |

### Zbiórki
| Sezon   | Zawodnik          | Poz. | Nar.                      | Zespół               | Gry | Suma zbiórek | Średnia |
| ------- | ----------------- | ---- | ------------------------- | -------------------- | --- | ------------ | ------- |
| 2009–10 | Travis Watson     | PF   | Stany Zjednoczone         | Žalgiris             | 5   | 51           | 10,2    |
| 2010–11 | Maciej Lampe      | C    | Polska                    | Uniks Kazań          | 10  | 88           | 8,8     |
| 2010–11 | Shawn King        | C    | Saint Vincent i Grenadyny | Mińsk 2006           | 10  | 88           | 8,8     |
| 2011–12 | Jonas Valančiūnas | C    | Litwa                     | Lietuvos Rytas Wilno | 16  | 128          | 8       |
| 2012–13 | Aleks Marić       | C    | Serbia                    | Lokomotiw Kubań      | 17  | 145          | 8,53    |
| 2013–14 | Frank Elegar      | C    | Stany Zjednoczone         | Kalev/Cramo          | 16  | 135          | 8,44    |
| 2014–15 | Frank Elegar (2)  | C    | Stany Zjednoczone         | Kalev/Cramo          | 18  | 203          | 11,28   |
| 2015–16 | Josh Boone        | C    | Stany Zjednoczone         | Chimki Moskwa        | 26  | 237          | 9,12    |
| 2016–17 | Frank Elegar      | C    | Stany Zjednoczone         | Jenisiej Krasnojarsk | 22  | 201          | 9,14    |

### Asysty
| Sezon   | Zawodnik          | Poz. | Nar.              | Zespół               | Kraj       | Gry | Suma asyst | Średnia |
| ------- | ----------------- | ---- | ----------------- | -------------------- | ---------- | --- | ---------- | ------- |
| 2009–10 | Wiktor Chriapa    | PF   | Rosja             | CSKA Moskwa          | Rosja      | 6   | 32         | 5,33    |
| 2010–11 | Marko Popović     | SG   | Chorwacja         | Uniks Kazań          | Rosja      | 6   | 31         | 5,17    |
| 2011–12 | Jerel Blassingame | PG   | Stany Zjednoczone | Asseco Prokom Gdynia | Polska     | 16  | 94         | 5,88    |
| 2012–13 | Aaron Miles       | PG   | Stany Zjednoczone | Krasnyje Krylja      | Rosja      | 18  | 131        | 7,28    |
| 2013–14 | Jerry Johnson     | PG   | Kazachstan        | Astana               | Kazachstan | 17  | 127        | 7,47    |
| 2014–15 | D.J. Cooper       | PG   | Stany Zjednoczone | Jenisiej Krasnojarsk | Rosja      | 30  | 276        | 9,2     |
| 2015–16 | Paul Stoll        | PG   | Stany Zjednoczone | Awtodor Saratów      | Rosja      | 22  | 157        | 7,14    |
| 2016–17 | Joaquin Colom     | PG   | Hiszpania         | Uniks Kazań          | Rosja      | 26  | 206        | 7,92    |

### Przechwyty
| Sezon   | Zawodnik           | Poz. | Nar.                                 | Zespół               | Kraj    | Gry | Suma przechwytów | Średnia |
| ------- | ------------------ | ---- | ------------------------------------ | -------------------- | ------- | --- | ---------------- | ------- |
| 2009–10 | Wiktor Chriapa     | PF   | Rosja                                | CSKA Moskwa          | Rosja   | 6   | 16               | 2,67    |
| 2010–11 | Fred House         | SG   | Stany Zjednoczone                    | Azowmasz             | Ukraina | 10  | 32               | 3,2     |
| 2011–12 | Andrey Komarovskiy | SF   | Rosja                                | Jenisiej Krasnojarsk | Rosja   | 16  | 36               | 2,25    |
| 2012–13 | Tywain McKee       | PG   | Stany Zjednoczone                    | Triumf Lubiercy      | Rosja   | 18  | 54               | 3       |
| 2013–14 | Cuthbert Victor    | PF   | Wyspy Dziewicze Stanów Zjednoczonych | Krasny Oktyabr       | Rosja   | 18  | 34               | 1,89    |
| 2014–15 | D.J. Cooper        | PG   | Stany Zjednoczone                    | Jenisiej Krasnojarsk | Rosja   | 30  | 59               | 1,97    |
| 2015–16 | Howard Sant-Roos   | SF   | Kuba                                 | ČEZ Nymburk          | Czechy  | 29  | 61               | 2,1     |
| 2016–17 | Dijon Thompson     | SF   | Stany Zjednoczone                    | Niżny Nowogród       | Rosja   | 13  | 37               | 2,85    |

### Bloki
| Sezon   | Zawodnik          | Poz. | Nar.                      | Zespół               | Kraj       | Gry | Suma bloków | Średnia |
| ------- | ----------------- | ---- | ------------------------- | -------------------- | ---------- | --- | ----------- | ------- |
| 2009–10 | Hasan Rizvić      | C    | Słowenia                  | Azowmasz             | Ukraina    | 6   | 14          | 2,33    |
| 2010–11 | Shawn King        | C    | Saint Vincent i Grenadyny | Minsk 2006           | Białoruś   | 10  | 17          | 1,7     |
| 2011–12 | Jonas Valančiūnas | C    | Litwa                     | Lietuvos Rytas Wilno | Litwa      | 16  | 28          | 1,75    |
| 2012–13 | Bamba Fall        | C    | Senegal                   | Kalev/Cramo          | Estonia    | 16  | 38          | 2,38    |
| 2013–14 | Shane Lawal       | C    | Stany Zjednoczone         | Astana               | Kazachstan | 18  | 37          | 2,06    |
| 2014–15 | Anthony Randolph  | C    | Stany Zjednoczone         | Lokomotiw Kubań      | Rosja      | 23  | 46          | 2       |
| 2015–16 | Ekene Ibekwe      | PF   | Stany Zjednoczone         | Krasny Oktyabr       | Rosja      | 17  | 25          | 1,47    |
| 2016–17 | Mickell Gladness  | C    | Stany Zjednoczone         | Tallinn Kalev        | Estonia    | 24  | 37          | 1,54    |